# Agoma trimenii
Agoma trimenii là một loài bướm đêm trong họ Noctuidae.